# Wolfgang Hermann Oertel
Wolfgang H. Oertel (* 15. Februar 1951 in Helmstedt) ist ein deutscher Neurologe, dessen Forschungsschwerpunkt die Parkinson-Krankheit, Schlafstörungen (u. a. Restless-Legs-Syndrom, Narkolepsie) und Demenzen sind.

## Leben und wissenschaftlicher Werdegang
Oertel studierte von 1969 bis 1976 Humanmedizin in Tübingen, Berlin und Newcastle upon Tyne. Seine Promotion beendete er 1978 zum Thema „Transmitterphysiologie des Innenohres der Katze“ bei Rainer Klinke (freie Universität Berlin und Universität Frankfurt). Nach seiner Approbation 1977 ging er von 1978 bis 1981 als Postdoktorand ans Laboratory of Clinical Science an den National Institutes of Health in Bethesda, Maryland, USA. Er führte biochemische, immunologische und neuroanatomische Studien über inhibitorische Transmitter (GABA und Taurin) im Zentralnervensystem durch. Seine Arbeit trug zum besseren Verständnis der Transmitter und Rezeptoren in den Basalganglien des Gehirns bei. Diese sind unter anderem verantwortlich für die Abstimmung der Anspannung zusammenarbeitender Muskeln. Sie funktionieren nicht mehr in der Parkinson-Krankheit, mit welcher er sich in seiner folgenden Karriere ausgiebig beschäftigte. Seine Facharztausbildung durchlief Oertel von 1981 bis 1986 an der Technischen Universität München, Klinik für Neurologie am Klinikum rechts der Isar. Im Laufe seiner medizinischen Karriere hat er maßgeblichen Einfluss auf die Therapie von Patienten mit der Parkinson-Erkrankung und seiner verwandten Störungen genommen. So war er federführend bei der aktuellen Leitlinie, die systematisch Diagnostik und Therapie für diese Patientengruppe analysiert und Handlungsvorschläge für deutsche Ärzte beinhaltet, tätig. Er ist außerdem Autor des Buches „Parkinson-Syndrome und andere Bewegungsstörungen“. Er war von 2011 bis 2013 erster Vorsitzender der Deutschen Gesellschaft für Neurologie.
Gleichzeitig zu seiner Facharztausbildung beendete er seine Habilitation über „GABAerge Neurone im Zentralnervensystem“ und wurde zwei Jahre später Oberarzt und erhielt eine C3-Professur an der Ludwig-Maximilians-Universität München an der Klinik für Neurologie am Klinikum Großhadern. Seit 1996 hält er eine C4-Professur inne und war bis Ende 2013 Direktor der Klinik für Neurologie der Philipps-Universität in Marburg. Er hat über 500 Fachartikel verfasst.
Im September 2013 erhielt Oertel die Hertie-Seniorprofessur für seine langjährigen Spitzenleistungen in der Erforschung der Parkinson-Krankheit. Dies gewährleistet ihm, die abschließenden Jahre seiner beruflichen Laufbahn ausschließlich der Forschung zu widmen. Er forscht momentan an einer präventiven Medikamenten-Studie mit Nikotin-Pflastern in sehr frühen Stadien der Parkinson-Erkrankung. Dieses internationale Kooperationsprojekt heißt NIC-PD und wird gefördert durch den ParkinsonFonds und die James Fox Foundation. Zukünftige Studien werden an einem besonderen Parkinson-Risiko-Stadium, der sogenannten REM-Schlaf-Verhaltensstörung, angreifen und stellen eine neuartige Intervention in neurodegenerativen Erkrankungen dar.
Gemeinsam mit Marburger und Würzburger Kollegen veröffentlichte Oertel im Februar 2017 in der renommierten Fachzeitschrift „Acta Neuropathologica“ eine wegweisende Arbeit zur Parkinson-Diagnostik. Die neue Methode ermöglicht den Nachweis der Erkrankung in frühen Stadien über einen wenig aufwändigen Hauttest.

## Ehrenämter
- 2001–2004 Schatzmeister der Movement Disorders Society
- 2003–2006 2. Vorsitzender der Deutschen Parkinson Gesellschaft
- 2005–2006 President elect – European Section – Movement Disorder Society
- 2011–2012 Vorsitzender der Deutschen Gesellschaft für Neurologie (DGN)[4]

## Preise und Auszeichnungen
- 1971–1978 Stipendiat der Studienstiftung des deutschen Volkes
- 1986 „Parkinson-Frosst-Preis“ der Deutschen Gesellschaft für Neurologie
- 1987–1990 Heisenberg-Stipendiat der Deutschen Forschungsgemeinschaft: Grundlagen- und klinische Forschung an Basalganglien-Erkrankungen
- 2004 Dingebauer Preis der Deutschen Gesellschaft für Neurologie für herausragende Forschung auf dem Gebiet der Parkinson-Krankheit mit spezieller Betonung der Verdienste um das Kompetenznetzwerk Parkinson-Syndrom
- 2009 Ehrendoktor der Moskauer Medizinischen Akademie Sechenov

## Werke
- mit Günther Deuschl und Werner Poewe: Parkinsonsyndrome und andere Bewegungsstörungen, Verlag Thieme, ISBN 978-3-13-148781-0
- Höglinger GU, Rizk P, Muriel MP, Duyckaerts C, Oertel WH, Caille I, Hirsch EC. - Dopamine depletion impairs precursor cell proliferation in Parkinson disease. Nature Neuroscience 2004; 7: 726-735 (Memento vom 7. März 2008 im Internet Archive)
- Höglinger GU, Rissling I, Metz A, Ries V, Heinermann A, Prinz H, Spieker S, Deuschl G, Baum E, Oertel WH. - Enhancing recognition of early Parkinsonism in the community. Mov Disord 2004; 19: 505-512
- Meindorfer C, Körner Y, Möller JC, Stiasny-Kolster K, Oertel WH, Krüger HP. - Driving in Parkinson’s Disease – Mobility, Accidents, and Sudden Onset of Sleep at the Wheel. Mov Disord 2005; 20: 832-842
- Stiasny-Kolster K, Doerr Y, Möller JC, Hoeffken H, Behr TM, Oertel WH, Mayer G. - Combination of ‘idiopathic’ REM sleep behaviour disorder and olfactory dysfunction as possible indicator for α-synucleinopathy demonstrated by dopamine transporter FP-CIT-SPECT. Brain 2005; 128: 126-137
- Spottke EA, Reuter M, Machat O, Bornschein B, Campenhausen S, Berger K, Koehne-Volland R, Rieke J, Simonow A, Brandstädter D, Siebert U, Oertel WH, Dodel R. - Cost of Illness and Its Predictors for Parkinson’s Disease in Germany. Pharmacoeconomics 2005; 23: 817-836